# Зміїношия черепаха Штайндахнера
Зміїшия черепаха Штайндахнера (Chelodina steindachneri) — вид черепах з роду Австралійська зміїношийна черепаха родини Змієшиї черепахи. Отримала свою назву на честь австрійського зоолога Франца Штайндахнера.

## Опис
Загальна довжина карапаксу коливається від 15 до 21 см. Голова товста й широка. Шия середньої довжини. Карапакс майже круглий. Задні лапи більш великі та масивні ніж передні. Пластрон жовтий з білим, карапакс коричнюватий. Шкіра голови і кінцівок коричневого кольору зверху і жовтуватого знизу.

## Спосіб життя
Полюбляє струмки, що пересихають у сухий сезон. Харчується комахами, молюсками, ракоподібними, рослинами.
Самиця відкладає до 10 яєць.

## Розповсюдження
Мешкає у західній Австралії від прибережної частини р. Де-Грей до басейну р. Мерчісон.